# خانة كت
خانة كت (بالفارسية: خانه کت) هي قرية تقع في منطقة رونيز في إيران. يقدر عدد سكانها بـ 1,108 نسمة.